# Campeonato Sul-Mato-Grossense de Futebol de 2025
O Campeonato Sul-Mato-Grossense de 2025 é a 47.ª edição desta competição futebolística organizada pela Federação de Futebol de Mato Grosso do Sul (FFMS).

## Formato
O formato é diferente da edição anterior. Ao invés de dois grupos com cinco equipes onde quatro passavam de fase e as últimas rebaixadas, nesta edição, todas as equipes se enfrentam em jogos de turno único onde as duas primeiras avançam diretamente às semifinais, enquanto as da terceira até à sexta colocação avançam às quartas de final. As duas últimas serão rebaixadas à segunda divisão de 2026.
A partir desta fase, os jogos serão disputados no formato de mata-mata, com ida e volta. Nas quartas de final, o terceiro colocado enfrentará o sexto, enquanto o quarto enfrentará o quinto, avançando o vencedor no agregado. Esse modelo segue até à decisão, onde a equipe vencedora no agregado se sagra campeã.

## Transmissão televisiva
Em 14 de janeiro de 2025, no evento de lançamento do campeonato, a FFMS anunciou que o torneio voltaria a ter transmissão pela televisão aberta por meio da TV Educativa MS, que transmitiria os jogos sediados em Campo Grande (dos mandantes Operário, Pantanal e Coxim) na TV e em seu canal do YouTube. Posteriormente, a emissora também transmitiu o jogo de volta da final em Ivinhema. 
Além da TV Educativa, a equipe da TV Morena, afiliada da Globo no estado do Mato Grosso do Sul, fez a transmissão de 6 jogos da fase final do torneio pelo site do ge. 
Outras partidas foram transmitidas pelo canal da FFMS e dos próprios clubes no YouTube.

## Equipes participantes

### Promovidos e rebaixados
| Pos. | Rebaixado da Primeira Divisão de 2024 |
| ---- | ------------------------------------- |
| 9º   | Novo                                  |
| 10º  | Náutico-MS                            |

| Pos. | Promovido da Segunda Divisão de 2024 |
| ---- | ------------------------------------ |
| 1º   | Naviraiense                          |
| 2º   | Águia Negra                          |

### Informações das equipes
| Aumento | Equipes promovidas da Segunda Divisão de 2024 |

## Primeira fase
| Pos | Equipe        | Pts | J | V | E | D | GP | GC | SG  | Classificação ou descenso         |  | IVI | PAN | DOU | OPE | COS | AGU | NAV | COR | COX | AQU |
| --- | ------------- | --- | - | - | - | - | -- | -- | --- | --------------------------------- |  | --- | --- | --- | --- | --- | --- | --- | --- | --- | --- |
| 1   | Ivinhema      | 19  | 9 | 6 | 1 | 2 | 21 | 7  | +14 | Classificados para a semifinal    |  | —   | 0–1 | 1–0 |     | 2–3 | 2–0 |     | 6–1 |     |     |
| 2   | FC Pantanal   | 18  | 9 | 5 | 3 | 1 | 17 | 7  | +10 | Classificados para a semifinal    |  |     | —   | 1–1 |     |     | 0–0 | 3–0 |     | 4–1 | 3–2 |
| 3   | Dourados      | 18  | 9 | 5 | 3 | 1 | 17 | 7  | +10 | Classificados para a segunda fase |  |     |     | —   | 1–0 |     | 3–0 | 2–0 |     | 2–2 | 5–1 |
| 4   | Operário-MS   | 16  | 9 | 5 | 1 | 3 | 11 | 12 | −1  | Classificados para a segunda fase |  | 0–4 | 1–4 |     | —   | 1–0 | 2–0 |     | 2–1 |     |     |
| 5   | Costa Rica    | 14  | 9 | 3 | 5 | 1 | 14 | 10 | +4  | Classificados para a segunda fase |  |     | 1–1 | 2–2 |     | —   |     | 2–2 |     | 1–0 |     |
| 6   | Águia Negra   | 11  | 9 | 3 | 2 | 4 | 14 | 14 | 0   | Classificados para a segunda fase |  |     |     |     |     | 1–1 | —   | 3–2 | 3–2 |     | 6–0 |
| 7   | Naviraiense   | 9   | 9 | 2 | 3 | 4 | 11 | 14 | −3  |                                   |  | 0–2 |     |     | 1–1 |     |     | —   | 0–0 |     | 4–1 |
| 8   | Corumbaense   | 8   | 9 | 2 | 2 | 5 | 8  | 14 | −6  |                                   |  | 1–0 | 0–1 |     | 0–0 |     |     | —   | 1–2 |     |     |
| 9   | Coxim         | 7   | 9 | 2 | 1 | 6 | 7  | 18 | −11 | Rebaixados                        |  | 0–2 |     |     | 0–1 |     | 2–1 | 0–2 |     | —   | 0–4 |
| 10  | Aquidauanense | 4   | 9 | 1 | 1 | 7 | 12 | 29 | −17 | Rebaixados                        |  | 2–2 |     |     | 1–3 | 1–4 |     |     | 0–2 |     | —   |

1. 1 2  Cartões vermelhos: Pantanal 1, Dourados 2.

## Fases finais
Em itálico, as equipes que possuem o mando de campo no primeiro jogo do confronto; em negrito as equipes vencedoras.
|  | Quartas de final | Quartas de final  | Quartas de final | Quartas de final | Quartas de final |  |  | Semifinais | Semifinais  | Semifinais | Semifinais | Semifinais |  |  | Final | Final       | Final | Final | Final |
|  |                  |                   |                  |                  |                  |  |  |            |             |            |            |            |  |  |       |             |       |       |       |
|  |                  |                   |                  |                  |                  |  |  | 1          | Ivinhema    | 1          | 4          | 5          |  |  |       |             |       |       |       |
|  | 3                | Dourados          | 1                | 2                | 3 (1)            |  |  |            | Águia Negra | 0          | 1          | 1          |  |  |       |             |       |       |       |
|  | 6                | Águia Negra (pen) | 2                | 1                | 3 (3)            |  |  |            |             |            |            |            |  |  |       | Ivinhema    | 0     | 0     | 0     |
|  |                  |                   |                  |                  |                  |  |  |            |             |            |            |            |  |  |       | Operário-MS | 1     | 1     | 2     |
|  |                  |                   |                  |                  |                  |  |  | 2          | FC Pantanal | 2          | 1          | 3          |  |  |       |             |       |       |       |
|  | 4                | Operário-MS       | 1                | 3                | 4                |  |  |            | Operário-MS | 2          | 2          | 4          |  |  |       |             |       |       |       |
|  | 5                | Costa Rica        | 0                | 1                | 1                |  |  |            |             |            |            |            |  |  |       |             |       |       |       |

| Fonte: FFMS |

## Premiação
Pela primeira vez, as equipes receberão uma premiação em valor monetário. Com um total de R$ 80.000, o campeão receberá R$ 50.000, enquanto o vice-campeão receberá R$ 30.000.
| Campeonato Sul-Mato-Grossense 2025  |
| Campo Grande                        |
| ----------------------------------- |
| Operário-MS Bicampeão (14.º título) |

#### Premiações individuais
Para os prêmios individuais, o artilheiro e melhor goleiro receberão uma premiação de R$ 2.500.
| Jogador | Equipe | Prêmio         | Ref |
| ------- | ------ | -------------- | --- |
|         |        | Artilharia     |     |
|         |        | Melhor Goleiro |     |

## Classificação geral
| Pos | Equipe        | Pts | J  | V  | E | D | GP | GC | SG  | Classificação ou descenso                                                             |
| --- | ------------- | --- | -- | -- | - | - | -- | -- | --- | ------------------------------------------------------------------------------------- |
| 1   | Operário-MS   | 32  | 15 | 10 | 2 | 3 | 21 | 16 | +5  | Campeão e classificado à Copa do Brasil de 2026, Copa Verde de 2026 e Série D de 2026 |
| 2   | Ivinhema      | 25  | 13 | 8  | 1 | 4 | 26 | 10 | +16 | Vice-campeão e classificado à Copa do Brasil de 2026                                  |
| 3   | FC Pantanal   | 19  | 11 | 5  | 4 | 2 | 20 | 11 | +9  | Eliminados nas Semifinais                                                             |
| 4   | Águia Negra   | 14  | 13 | 4  | 2 | 7 | 18 | 22 | −4  | Eliminados nas Semifinais                                                             |
| 5   | Dourados      | 21  | 11 | 6  | 3 | 2 | 20 | 10 | +10 | Eliminados na Segunda fase                                                            |
| 6   | Costa Rica    | 14  | 11 | 3  | 5 | 3 | 15 | 14 | +1  | Eliminados na Segunda fase                                                            |
| 7   | Naviraiense   | 9   | 9  | 2  | 3 | 4 | 11 | 14 | −3  | Eliminados na Primeira Fase                                                           |
| 8   | Corumbaense   | 8   | 9  | 2  | 2 | 5 | 8  | 14 | −6  | Eliminados na Primeira Fase                                                           |
| 9   | Coxim         | 7   | 9  | 2  | 1 | 6 | 7  | 18 | −11 | Rebaixados à Série B 2026                                                             |
| 10  | Aquidauanense | 4   | 9  | 1  | 1 | 7 | 12 | 29 | −17 | Rebaixados à Série B 2026                                                             |

## Estatísticas

### Artilharia
| Pos. | Jogador        | Equipe      | Gols |
| ---- | -------------- | ----------- | ---- |
| 1    | Gabriel Barcos | Dourados    | 8    |
| 2    | Elieser        | Ivinhema    | 6    |
| 4    | Bruninho       | Costa Rica  | 5    |
| 4    | Tássio         | FC Pantanal | 5    |

### Maiores Públicos Pagantes
Estes são os dez maiores públicos do campeonato, sem considerar as partidas com portões fechados.
| N.º | Público | Mandante    | Placar | Visitante   | Estádio        | Data           | Rodada       | Ref.   |
| --- | ------- | ----------- | ------ | ----------- | -------------- | -------------- | ------------ | ------ |
| 1   | 6 050   | Ivinhema    | 0–1    | Operário-MS | Saraivão       | 6 de abril     | Final        | [ 10 ] |
| 2   | 2 261   | Operário-MS | 1–0    | Ivinhema    | Jacques da Luz | 29 de março    | Final        | [ 11 ] |
| 3   | 1 791   | Ivinhema    | 4–1    | Águia Negra | Saraivão       | 23 de março    | Semifinal    | [ 12 ] |
| 4   | 1 339   | Dourados    | 2–1    | Águia Negra | Douradão       | 9 de março     | Segunda fase | [ 13 ] |
| 5   | 1 204   | Águia Negra | 2–1    | Dourados    | Ninho d'Águia  | 5 de março     | Segunda fase | [ 14 ] |
| 6   | 1 000   | FC Pantanal | 1–2    | Operário-MS | Jacques da Luz | 22 de março    | Semifinal    | [ 15 ] |
| 7   | 941     | Águia Negra | 3–2    | Corumbaense | Ninho d'Águia  | 2 de março     | 9ª           | [ 16 ] |
| 8   | 920     | Corumbaense | 1–0    | FC Pantanal | Arthur Marinho | 1 de fevereiro | 4ª           | [ 17 ] |
| 9   | 905     | Águia Negra | 0–1    | Ivinhema    | Ninho d'Águia  | 16 de março    | Semifinal    | [ 18 ] |
| 10  | 730     | Corumbaense | 0–1    | Dourados    | Arthur Marinho | 8 de fevereiro | 6ª           | [ 19 ] |

### Menores Públicos Pagantes
Estes são os dez menores públicos pagantes do campeonato, sem considerar as partidas com portões fechados
| N.º | Público | Mandante    | Placar | Visitante     | Estádio        | Data            | Rodada | Ref.   |
| --- | ------- | ----------- | ------ | ------------- | -------------- | --------------- | ------ | ------ |
| 1   | 20      | Coxim       | 0–4    | Aquidauanense | Jacques da Luz | 23 de janeiro   | 2ª     | [ 20 ] |
| 1   | 20      | Ivinhema    | 0–1    | FC Pantanal   | Virotão        | 22 de janeiro   | 2ª     | [ 21 ] |
| 3   | 34      | FC Pantanal | 3–0    | Naviraiense   | Jacques da Luz | 6 de fevereiro  | 5ª     | [ 22 ] |
| 4   | 38      | Costa Rica  | 2–2    | Naviraiense   | Ninho d'Águia  | 26 de janeiro   | 3ª     | [ 23 ] |
| 5   | 49      | FC Pantanal | 3–2    | Aquidauanense | Jacques da Luz | 16 de fevereiro | 7ª     | [ 24 ] |
| 6   | 51      | Corumbaense | 0–0    | Costa Rica    | Noroeste       | 22 de janeiro   | 2ª     | [ 25 ] |
| 7   | 59      | Costa Rica  | 1–0    | Coxim         | Noroeste       | 19 de janeiro   | 1ª     | [ 26 ] |
| 8   | 65      | Coxim       | 0–2    | Ivinhema      | André Borges   | 9 de fevereiro  | 6ª     | [ 27 ] |
| 8   | 65      | Coxim       | 2–1    | Águia Negra   | André Borges   | 16 de fevereiro | 7ª     | [ 28 ] |
| 10  | 69      | FC Pantanal | 0–0    | Águia Negra   | Jacques da Luz | 23 de fevereiro | 7ª     | [ 29 ] |

### Médias de público
Estas são as médias de público dos clubes no campeonato. Considera-se apenas os jogos da equipe como mandante:
| Pos.  | Time          | Média | Total  | Mandos | Maior | Menor |
| ----- | ------------- | ----- | ------ | ------ | ----- | ----- |
| 1     | Ivinhema      | 1 352 | 9 463  | 7      | 6 050 | 20    |
| 2     | Águia Negra   | 748   | 4 492  | 6      | 1 204 | 47    |
| 3     | Operário-MS   | 652   | 5 215  | 8      | 2 261 | 267   |
| 4     | Corumbaense   | 496   | 1 986  | 4      | 920   | 51    |
| 5     | Dourados      | 437   | 2 624  | 6      | 1 339 | 89    |
| 6     | Naviraiense   | 414   | 1 655  | 4      | 616   | 238   |
| 7     | Aquidauanense | 308   | 1 234  | 4      | 468   | 174   |
| 8     | Costa Rica    | 297   | 1 483  | 5      | 550   | 38    |
| 9     | FC Pantanal   | 221   | 1329   | 5      | 1 000 | 34    |
| 10    | Coxim         | 77    | 385    | 5      | 150   | 20    |
| Total | Total         | 543   | 29 866 | 55     | 6 050 | 20    |